# Civic Center/UN Plaza
Civic Center/UN Plaza is het westelijkste van de vier ondergrondse stations onder Market Street in de Amerikaanse stad San Francisco (Californië). Het wordt zowel door de metrotreinen van BART als door Muni Metro, de premetro van SF Muni, bediend. De naam dankt het station aan het naastgelegen Civic Center waar onder andere op 26 juni 1945 de Verenigde Naties werden opgericht. Ter gelegenheid van het zestigjarig bestaan van de VN werd UN Plaza aan de stationsnaam toegevoegd. Net als de andere stations onder Market Street kent het station drie lagen. Direct onder de straat ligt de verdeelhal, op niveau -2 ligt het perron van de Muni-metro die op 18 februari 1980 werd geopend. Het perron van BART ligt op niveau -3 en werd op 5 november 1973 in gebruik genomen. Ten westen van het station buigt BART af en loopt recht naar het zuiden onder Mission Street terwijl de tunnel van de Muni-Metro verder naar het zuid-westen loopt onder Market Street. In noordoostelijke richting liggen de tunnels van de Muni-Metro en BART boven elkaar onder Market Street.     

## Lijnen

### BART
-  Pittsburg/Bay Point-SFO/Millbrae
-  Dublin/Pleasanton-Daly City
-  Richmond-Daly City/Millbrae
-  Fremont-Daly City

### Muni Metro
- J Church
- K Ingleside
- L Taraval
- M Ocean View
- N Judah
- S Castro Shuttle
- T Third Street